# Min-Ru Yen
Min-Ru Yen (顏敏如) ist eine taiwanische Autorin.

## Leben
Min-Ru Yen (oder Min-Ru Flury-Yen) stammt aus Kaohsiung und wuchs im südlichen Taiwan auf, studierte englische und chinesische Literatur. Sie lebt heute in der Schweiz. Sie publizierte zahlreiche, Essays, Reportagen und Prosaerzählungen, sowie mehrere Romane. Ihr preisgekröntes Buch Im Zeichen der Jadeblüte – Drei starke Frauen aus Taiwan 《我們，一個女人》 gewann 2019 den Wu Zhuoliu Literary Award (吳濁流文學獎) in Taiwan und wurde von der renommierten Sinologin Martina Hasse (郝慕天) aus dem Chinesischen ins Deutsche übersetzt.

## Werke
- 此時此刻我不在

秀威資訊 (2007/08/01)
- 拜訪壞人—— 一個文學人的時事傳說

秀威資訊  (2009/09/01)
- 英雄不在家

釀出版 (2011/10/04)
- 焦慮的開羅：一個瑞士臺灣人眼中的埃及革命

釀出版 (2016/10/17)
- 我們，一個女人

釀出版 (2018/10/11)
- Im Zeichen der Jadeblüte. Drei starke Frauen aus Taiwan[7]